# Sal Doof
Salomon (Sal) Doof (Amsterdam, 4 januari 1908 – Sobibór, 9 juli 1943) was een Nederlands klarinettist en saxofonist.
Hij was zoon van Rachel Kijl en Daniël Doof. In 1931 trad hij in het huwelijk met bontwerker Elisabeth Polak (1909-1943). Het echtpaar kreeg twee dochters Rachel (1932-1943) en Jetty Stella Mia Doof (1936-1943). Het gehele gezin werd gedeporteerd naar Kamp Westerbork en op 6 juli 1943 naar vernietigingskamp Sobibór, waar ze werden omgebracht.
Van zijn muziekopleiding is niets bekend. Hij was in eerste instantie opgeleid tot violist (aldus militaire keuring). In 1936 begon hij dan als houtblazer (deels) voor The Ramblers te werken. Samen met Theo Uden Masman (dirigent, piano), Kees Kranenburg (drumstel), Jac. Pet (contrabas), George van Helvoirt (trompet), Jack Bulterman (trompet, arrangeur), Wim Poppink (altsaxofoon), André van de Ouderaa (tenorsax) vormde hij de basis van het dansorkest, dan eigenlijk gekoppeld aan de VARA. In 1937 was hij betrokken bij een motorongeluk; Bij gebouw Industria reed hij op een motorbakfiets en moest behandeld worden in het ziekenhuis. Tot in 1940/1941 kon hij als Joods musicus onderdeel blijven uitmaken van het orkest, zo leidde het in augustus 1940 nog een operetteorkest en het TipToptrio. Echter eind 1941 mochten Joodse musici op last van het naziregime geen deel meer uitmaken van het openbare leven en dus begon ook de muziekwereld hun orkesten onder dwang te zuiveren. Dit betekende het eind van het dienstverband van Sal Doof bij The Ramblers, ook al spande Theo Uden Masman zich in voor behoud van hem en Sem Nijveen.
Sal Doof kon nog enige tijd werken in het twintig man sterke Groot Joodsch Amusements Orkest, dat een samenraapsel was van Joodse musici uit amusements- dans- en omroeporkesten. Het orkest stond onder leiding van Bernard Drukker. Ook gaf hij nog enige tijd les vanuit zijn woningen aan het Waterlooplein; hij adverteerde daarvoor tot medio mei 1942.
Hij werd op 35-jarige leeftijd omgebracht in Sobibór. In 1961 plaatste zijn halfzuster Sara Schneiderman-Doof een oproep in het Nieuw Israëlitisch Weekblad om informatie over haar broers verblijf in het kamp. In december 2024 deed televisieprogramma Pointer hetzelfde voor hun uitzending over zuivering van Joodse musici (nog) voor de Tweede Wereldoorlog.
Salomon Doof wordt herdacht door een Stolpersteine voor de deur van Waterlooplein 317 en het gezin kreeg een vermelding op het Holocaust Namenmonument.